# Pseudobaccharis
Pseudobaccharis là một chi thực vật có hoa trong họ Cúc (Asteraceae).

## Loài
Chi Pseudobaccharis gồm các loài: